# گربه‌ماهی طاق‌باز لک‌وپیسی
گربه‌ماهی طاق‌باز لک‌وپیسی (نام علمی: Synodontis nigriventris) نام یک گونه از سرده هم‌رسته‌دندان‌ها است.

## همچنین ببینید
- لیست گونه های ماهی آکواریومی آب شیرین